# The Bad News Bears Go to Japan
Série
La chouette équipe se révolte
(1977)
Pour plus de détails, voir Fiche technique et Distribution.
The Bad News Bears Go to Japan est un film américano-japonais réalisé par John Berry, sorti en 1978.

## Synopsis
Un arnaqueur à la petite semaine emmène l'équipe des Bad News Bears au Japon pour jouer un match contre la meilleure équipe locale de la ligue junior.

## Fiche technique
- Titre : La chouette équipe au Japon
- Titre original : The Bad News Bears Go to Japan
- Réalisation : John Berry
- Scénario : Bill Lancaster
- Musique : Paul Chihara
- Photographie : Kōzō Okazaki et Gene Polito
- Montage : Richard A. Harris et Dennis Virkler
- Production : Michael Ritchie
- Société de production : Michael Ritchie Productions, Paramount Pictures et Toei Company
- Société de distribution : Paramount Pictures (États-Unis)
- Pays :  États-Unis et  Japon
- Genre : Comédie
- Durée : 91 minutes
- Dates de sortie : 
  - Japon : 30 juin 1978

## Distribution
- Tony Curtis : Marvin Lazar
- Jackie Earle Haley : Kelly Leak
- Tomisaburō Wakayama : le coach Shimizu
- Antonio Inoki : Antonio Inoki, le lutteur
- Hatsune Ishihara : Arika
- George Wyner : le directeur du réseau
- Lonny Chapman : Louis, le parieur
- Matthew Anton : E. R. W. Tillyard III
- Erin Blunt : Ahmad Rahim
- George Gonzales : Miguel Agilar
- Brett Marx : Jimmy Feldman
- David Pollock : Rudy Stein
- David Stambaugh : Toby Whitewood
- Jeffrey Louis Starr : Mike Engleberg
- Scoody Thornton : Mustapha Rahim
- Abraham Unger : Abe Bernstein
- Dick Button : Dick Button
- Regis Philbin : Harry Hahn
- Kin'ichi Hagimoto : le présentateur du jeu télévisé
- Hugh Gillin : Pennywall
- Robert Sorrells : Locke
- Sonny Barnes : Mean Bones Beaudine
- Michael Yama : Usher

## Accueil
Le film a reçu un accueil défavorable de la critique. Il obtient un score moyen de 31 % sur Metacritic.